# Síndrome tóxica do segmento anterior
A Síndrome tóxica do segmento anterior ou TASS (do inglês, Toxic Anterior Segment Syndrome) é uma complicação rara, porém muito exuberante e que ocorre após uma cirurgia intraocular. TASS é uma forte reação estéril inflamatória da câmara anterior do olho, acompanhada de edema corneano difuso, que acontece entre 12 e 48 horas depois de uma cirurgia de segmento anterior, tipicamente para correção de catarata. A sintomatologia é compatível com a de uma endoftalmite não infecciosa, com ou sem dor, diminuição marcada da visão, edema corneano difuso, fotofobia e forte reação de câmara anterior, ocasionalmente com hipopion. Na maior parte dos casos, a condição responde bem ao tratamento com corticoides tópicos.